# Rainha Hispano-Americana 2017
Rainha Hispano-Americana 2017 foi a 27ª edição do tradicional concurso de beleza feminino Rainha Hispano Americana, realizado anualmente na Bolívia. O concurso deste ano contou com a presença de vinte e sete (27) países com suas respectivas candidatas, disputando o título que pertencia à colombiana eleita no ano anterior, Maria Camila Soleibe. O concurso teve seu ápice no dia 4 de Novembro de 2017 ao vivo pela Red UNO no Salão "Sirionó" da Fexpocruz.

## Resultados

### Colocações
| Posição    | País e Candidata                  |
| Vencedora  | - Filipinas - Winwyn Márquez      |
| 2º. Lugar  | - Curaçao - Akisha Albert         |
| 3º. Lugar  | - Brasil - Laís Berté             |
| 4º. Lugar  | - Venezuela - Victoría D'Ambrosío |
| 5º. Lugar  | - México - Karla Berumen          |
| 6º. Lugar  | - Bolívia - Katherine Añazgo      |
| 7º. Lugar  | - Cuba - Gladys Carredeguas       |
| 8º. Lugar  | - Paraguai - Daisy Lezcano        |
| 9º. Lugar  | - Chile - Valentina Schnitzer     |
| 10º. Lugar | - Peru - Lorena Larriviere        |

### Prêmios Especiais
O concurso distribuiu os seguintes prêmios este ano:
| Prêmio              | País e Candidata                         |
| Miss Simpatia       | - Austrália - Sara Salmerón              |
| Miss Elegância      | - Curaçao - Akisha Albert                |
| Miss Personalidade  | - República Dominicana - Lowanny Rosarío |
| Melhor Traje Típico | - Panamá - Carolina Castillo             |
| Miss Voto Popular   | - Filipinas - WinWyn Márquez 1           |

1. A Miss eleita pelo voto popular entrou no Top 10 da competição.

### Ordem do Anúncio

#### Top 10
1. Filipinas
2. Curaçao
3. Brasil
4. Chile
5. Cuba
6. Venezuela
7. México
8. Peru
9. Bolívia
10. Paraguai

## Jurados

### Preliminar & Final
Ajudaram a selecionar as semifinalistas e a campeã:
1. Peter O'Toole, cônsul da Irlanda na Bolívia;
2. Norbert Gehin, cônsul honorário da França na Bolívia;
3. Roxana Molina Rivero, design de interiores e paisagista;
4. Angélica de Perovic, presidente do conselho municipal de Santa Cruz;
5. Claudia Fernández, jornalista do portal "Red Uno de Bolívia"
6. Juan Ignacio Álvarez, cônsul geral da Espanha na Bolívia;
7. Martin Dockweiler, presidente da "Fundación Udabol";

### Auditoria
Integrantes responsáveis pela apuração dos votos:
1. Dr. Abel Montaño, representante da "Promociones Gloria";
2. Dr. Regina Tuero, advogada e representante da fé pública;

## Quadro de Prêmios

### Prêmios Secundários
Prêmios geralmente dados por patrocinadores:
| Prêmio               | País e Candidata                  |
| Chica Amaszonas      | - Peru - Lorena Larriviere        |
| Chica Ipanema        | - Filipinas - WinWyn Márquez      |
| Miss Esportes Patra  | - Chile - Valentina Schnitzer     |
| Miss Melhor Sorriso  | - Porto Rico - Kristina Vélez     |
| Miss Melhor Cabelo   | - El Salvador - Gabriela Orellana |
| Miss Melhor Modelo   | - Curaçao - Akisha Albert         |
| Miss Melhor Silhueta | - Bolívia - Katherine Añazgo      |

## Candidatas
Disputaram o título este ano:
| - Argentina - Denice Gómez - Austrália - Sara Salmerón - Bolívia - Katherine Añazgo - Brasil - Laís Berté - Canadá - Camila González - Chile - Valentina Schnitzer - Colômbia - Zeger Iguarán - Costa Rica - Mónica Zamora - Cuba - Gladys Carredeguas | - Curaçao - Akisha Albert - El Salvador - Gabriela Orellana - Equador - Nicole Hidalgo - Espanha - Jessica González - Estados Unidos - Francis Bautista - Filipinas - WinWyn Márquez - Guatemala - Karla Sagastume - Honduras - Sinea David - México - Karla Berumen | - Nicarágua - Ariadna Orellana - Panamá - Carolina Castillo - Paraguai - Daisy Lezcano - Peru - Lorena Larriviere - Porto Rico - Kristina Vélez - Portugal - Tânia Costa - República Dominicana - Lowanny Rosarío - Uruguai - Magdalena Cohendet - Venezuela - Victoría D'Ambrosío |

## Histórico

### Desistência
- Europa - Jacqueline Camarero

| - Costa Rica - (Competiu pela última vez em 2015) - Cuba - (Competiu pela última vez em 2015) - El Salvador - (Competiu pela última vez em 2015) | - Austrália - Canadá - Filipinas - Portugal | - Haiti |

### Candidatas em outros concursos
Candidatas deste ano com histórico em outras competições:
| Miss Universo - 2016: Uruguai - Magdalena Cohendet - (Representando o Uruguai em Manila, nas Filipinas) Miss Internacional - 2016: Bolívia - Katherine Añazgo - (Representando a Bolívia em Tóquio, no Japão) Miss Terra - 2014: Curaçao - Akisha Albert - (Representando Curaçao em Quezon, nas Filipinas) Miss Supranacional - 2011: Portugal - Tânia Costa - (Representando Portugal em Płock, na Polônia) - 2015: Costa Rica - Mónica Zamora - (Representando a Costa Rica em Krynica-Zdrój, na Polônia) - 2015: Chile - Valentina Schnitzer - (Representando o Chile em Krynica-Zdrój, na Polônia) - 2015: Peru - Lorena Sotomarino - (Representando o Peru em Krynica-Zdrój, na Polônia) Miss Eco International - 2016: Brasil - Laís Berté (2º. Lugar) - (Representando o Brasil em Cairo, no Egito) Miss Globo Internacional - 2012: Portugal - Tânia Costa - (Representando Portugal em Famagusta, no Chipre do Norte) | Miss All Nations - 2016: Canadá - Camila González (Top 11) - (Representando o Canadá em Nanjing, na China) Miss América Latina - 2014: Nicarágua - Ariadna Orellana - (Representando a Nicarágua em Punta Cana, na República Dominicana) - 2017: Guatemala - Karla Sagastume - (Representando a Guatemala em Oaxaca, no México) Rainha Internacional do Café - 2017: Bolívia - Katherine Añazgo - (Representando a Bolívia em Manizales, na Colômbia) - 2017: Canadá - Camila González - (Representando o Canadá em Manizales, na Colômbia) Rainha Internacional da Pecuária - 2015: Costa Rica - Mónica Zamora - (Representando a Costa Rica em Montería, na Colômbia) Miss Atlântico Internacional - 2012: Brasil - Laís Berté - (Representando o Brasil em Punta del Este, no Uruguai) Supermodel of the World - 2006: Chile - Valentina Schnitzer - (Representando o Chile em Nova Iorque, nos Estados Unidos) - 2010: Paraguai - Daisy Lezcano - (Representando o Chile em São Paulo, no Brasil) |